# Barrow Peninsula
Barrow Peninsula är en halvö i Kanada.   Den ligger i territoriet Nunavut, i den östra delen av landet, 2 100 km norr om huvudstaden Ottawa.
Trakten runt Barrow Peninsula består i huvudsak av gräsmarker.